# Ukrainas damlandslag i fotboll
Ukrainas damlandslag i fotboll representerar Ukraina i fotboll på damsidan. Laget spelade sin första landskamp den 29 augusti 1993, och förlorade med 0–2 mot Ryssland i Kiev i kvalspelet till Europamästerskapet 1995. Europamästerskapet 2009 var första gången man kvalade in till en större turnering. Förbundskapten sedan 2007 är Anatoliy Kutsev.

## Laguppstälnig
| Nr | Pos. | Namn                 | Födelsedatum (ålder) | Matcher | Mål |           | Klubb             |  |
| -- | ---- | -------------------- | -------------------- | ------- | --- | --------- | ----------------- |  |
|    | MV   | Iryna Zvarych        | 8 maj 1983           | 19      | 0   | Frankrike | FCF Juvisy        |  |
|    | MV   | Kateryna Samson      | 5 juli 1988          | 0       | 0   | Ukraina   | Kharkiv           |  |
|    |      |                      |                      |         |     |           |                   |  |
|    | F    | Valentyna Kotyk      | 8 januari 1978       | 33      | 0   | Ukraina   | Kharkiv           |  |
|    | F    | Alla Lyshafay        | 24 december 1983     | 37      | 0   | Ryssland  | Zorky Krasnogorsk |  |
|    | F    | Iryna Vasylyuk       | 18 maj 1985          | 27      | 0   | Ukraina   | Kharkiv           |  |
|    | F    | Maryna Masalska      | 17 maj 1985          | 20      | 0   | Ukraina   | Kharkiv           |  |
|    |      |                      |                      |         |     |           |                   |  |
|    | MF   | Olha Basanska        | 6 januari 1992       | 11      | 0   | Ukraina   | Kharkiv           |  |
|    | MF   | Ludmila Pekur        | 6 januari 1981       | 55      | 13  | Ryssland  | Zvezda Perm       |  |
|    | MF   | Olga Boichenko       | 6 januari 1989       | 22      | 5   | Ryssland  | Zvezda Perm       |  |
|    | MF   | Vira Dyatel          | 3 mars 1984          | 42      | 8   | Ryssland  | Zorky Krasnogorsk |  |
|    | MF   | Tetyana Romanenko    | 3 oktober 1990       | 22      | 4   | Ryssland  | Energy Voronezh   |  |
|    | MF   | Nadiia Khavanska     | 2 april 1989         | 2       | 0   |           | Unattached        |  |
|    | MF   | Valeriya Aloshycheva | 20 augusti 1990      | 4       | 1   | Ryssland  | Ryazan            |  |
|    |      |                      |                      |         |     |           |                   |  |
|    | A    | Daryna Apanaschenko  | 16 maj 1986          | 45      | 27  | Ryssland  | Zvezda Perm       |  |
|    | A    | Oksana Yakovishyn    | 20 mars 1993         | 13      | 0   | Ryssland  | Rossiyanka        |  |
|    | A    | Ganna Voronina       | 17 april 1992        | 0       | 0   |           | Unattached        |  |
|    | A    | Yulia Kornievets     | 31 augusti 1986      | 19      | 2   | Ryssland  | Mordovochka       |  |
|    | A    | Olha Ovdiychuk       | 16 december 1993     | 3       | 0   | Ukraina   | Kharkiv           |  |